# Leslie Norman
Leslie Armande Norman (* 23. Februar 1911 in London, Vereinigtes Königreich; † 18. Februar 1993 in Knebworth, ebenda) war ein britischer Filmeditor, Filmregisseur, Filmproduzent und Drehbuchautor.

## Leben
Norman stieß im Alter von 14 Jahren zum Film und lernte die Branche von der Pike auf kennen. Nach allerlei Aushilfs- und Assistentenjobs begann er mit Anbruch des Tonfilmzeitalters als Editor zu arbeiten und schnitt zuletzt hochrangige Unterhaltungsstreifen für die Ealing Studios wie Das große Treiben und Nicholas Nickleby. Zwischenzeitlich hatte er sich Ende 1938, als Partner von Anthony Hankey, bei einem B-Krimi erstmals auch als Regisseur versucht.
1947 wechselte Norman zur Produktion, ehe er 1954 endgültig ins Regiefach umstieg. Norman inszenierte in nur sieben Jahren Tätigkeit ein Mystery-Melodram (Sie waren 13), eine Schauergeschichte (XX unbekannt), ein melodramatisches Outback-Roadmovie (Kostbare Bürde) und zwei um Sachlichkeit und Realitätsnähe bemühte Kriegsdramen mit europäischem (Dünkirchen) bzw. ostasiatischem Schauplatz (Sieben gegen die Hölle) sowie ein Schülerdrama (Versuchung auf der Schulbank) und eine konstruierte Kriminalgeschichte (Hundert Stunden Angst).
Nach 1961 fand Leslie Norman lediglich Beschäftigung als Episodenregisseur beim Serienfernsehen (überwiegend Krimikost wie Der Baron, Simon Templar, Mit Schirm, Charme und Melone, Department S und Die 2); von der Arbeit am Fantasy-Horror Bestien lauern vor Caracas wurde er 1967 vorzeitig abgelöst und durch den Mitbesitzer der produzierenden Firma Hammer Films, Michael Carreras, ersetzt. 1978 beendete Leslie Norman seine filmische Laufbahn und zog sich aufs Altenteil zurück.

## Kinofilme

### Als Filmeditor
- 1930: The Man From Chicago
- 1933: Red Wagon
- 1934: Dein ist mein Herz (Blossom Time)
- 1934: The Old Curiosity Shop
- 1935: Mimi – Der Roman einer großen Liebe (Mimi)
- 1935: Wien, Wien, nur du allein (Heart’s Desire)
- 1938: Too Dangerous to Live
- 1941: This Was Paris
- 1946: Das große Treiben (The Overlanders)
- 1947: Nicholas Nickleby (The Life and Adventures of Nicholas Nickleby)
- 1947: Goldgräber (Eureka Stockade)

### Als Produzent bzw. Produktionsleiter
- 1947: Goldgräber (Eureka Stockade)
- 1949: Kampf ums Geld (A Run for Your Money)
- 1951: Schwarzes Elfenbein (Where No Vultures Fly) (auch Drehbuchbeteiligung)
- 1952: Mandy
- 1952: Der große Atlantik (The Cruel Sea)
- 1953: Westlich Sansibar (West of Zanzibar)

### Als Regisseur
- 1938: Too Dangerous to Live (Co-Regie)
- 1954: Sie waren 13 (The Night My Number Came Up)
- 1955: XX unbekannt (X the Unknown)
- 1957: Kostbare Bürde (The Shiralee) (auch Drehbuchbeteiligung)
- 1957: Dünkirchen (Dunkirk)
- 1959: Der Sommer der 17. Puppe (The Summer of the Seventeenth Doll)
- 1960: Sieben gegen die Hölle (The Long and the Short and the Tall)
- 1960: Versuchung auf der Schulbank (Spare the Rod)
- 1961: Hundert Stunden Angst (Mix Me a Person)
- 1971–1972: Die 2 (The Persuaders!) (Fernsehserie, 7 Folgen)